# Ilkka Hanski
Ilkka Aulis Hanski ForMemRS  (14 février 1953 - 10 mai 2016) est un écologiste finlandais à l'Université d'Helsinki, en Finlande ,. Le centre de recherche sur la métapopulation dirigé par Hanski, jusqu'à sa mort, est nommé centre d'excellence par l'Académie de Finlande. Le groupe étudie les espèces vivant dans des paysages fragmentés et tente de faire avancer la recherche sur l'écologie des métapopulations ,,,,. L'écologie des métapopulations elle-même étudie des populations de plantes et d'animaux qui sont séparées dans l'espace en occupant des parcelles .

## Carrière
Ilkka Hanski obtient son baccalauréat et sa licence à l'Université d'Helsinki en 1976 et son doctorat à l'Université d'Oxford en 1979. Il est nommé docent à l'Université d'Helsinki en 1981 et à l'Université de Joensuu en 1983. Il travaille à l'Académie de Finlande de 1978 à 1988 ainsi que de 1991 à 1992. Il est professeur de zoologie par intérim à l'Université d'Helsinki de 1988 à 1991 et est nommé professeur (titulaire) de zoologie en 1993. Hanski est professeur à l'Académie de Finlande de 1996 jusqu'à sa mort . En 2000, il est élu membre étranger de l'Académie royale des sciences de Suède .
Les questions centrales des études de biologie des métapopulations par Hanski ont plusieurs applications pratiques. Par exemple, comprendre la biodiversité et la variabilité des populations est essentiel pour les travaux pratiques en biologie de la conservation et en aménagement du territoire. Les modèles mathématiques développés par le groupe Hanski peuvent être utilisés pour construire et promouvoir la coexistence de l'Homme et de la Nature, par exemple dans les environnements urbains où l'aménagement des espaces verts revêt une importance.
La recherche sur le terrain du papillon fritillaire de Glanville à Ahvenanmaa est un système modèle classique bien connu. La littérature scientifique produite par Hanski est importante ; la base de données ISI Web of Knowledge suggère qu'il est l'auteur ou le co-auteur de plus de 200 articles scientifiques et qu'il a édité plusieurs livres.
Hanski est décédé d'une longue maladie le 10 mai 2016 à Helsinki, à l'âge de 63 ans.
Hanski est également un défenseur actif de la conservation de la nature et de la biodiversité, participant aux débats publics. Son point de vue central est que la responsabilité des écologistes ne se limite pas à la production d'informations scientifiques, mais inclut une participation active aux processus utilisant les informations produites.
En 2000, il reçoit le prix Balzan des sciences écologiques. Il est élu membre étranger de la Royal Society (ForMemRS) en 2005 , le deuxième scientifique finlandais à recevoir ce prix. En avril 2006, il est nommé membre honoraire de l'Académie nationale des sciences. Il reçoit le prix Crafoord en biosciences 2011 "pour ses études pionnières sur la façon dont la variation spatiale affecte la dynamique des populations animales et végétales".
En 2010, il reçoit un doctorat honorifique de l'Université norvégienne de sciences et de technologie .
En 2016, Hanski reçoit le prix BBVA Foundation Frontiers of Knowledge en écologie et biologie de la conservation pour avoir ouvert un domaine de l'écologie qui explique comment les espèces survivent dans des habitats fragmentés et permet de quantifier les seuils d'extinction. En septembre 2015, il reçoit le titre honorifique d'académicien des sciences de l'Académie de Finlande ,.